# Grunion
Grunion (Leuresthes tenuis) är en fisk som kan bli upp till 18 cm lång. Fisken finns bara vid Kaliforniens kust, USA och Baja California, Mexiko.
Grunionen är känd för sin ovanliga parningsritual. Vid mycket högt vatten kommer honan upp på stranden och gräver ner sin svans i sanden och lägger sina ägg. Tio dagar senare, vid nästa högvatten kläcks äggen och spolas ut i havet.